# Molophilus monostylus
Molophilus monostylus är en tvåvingeart som beskrevs av Alexander 1928. Molophilus monostylus ingår i släktet Molophilus och familjen småharkrankar. Inga underarter finns listade i Catalogue of Life.